# 札勘定
札勘定（さつかんじょう）とは、紙幣の枚数を数えることをいう。略して札勘（さつかん）ともいう。方法として縦勘定（縦読み）と横勘定（横読み）がある。金融機関の新入社員は研修の1つとして模擬紙幣を渡されて札勘定の練習をさせられることが多い。

## 縦勘定（縦読み）
紙幣の束を縦方向に持って勘定する方法。
- 紙幣の束の左下の部分（中央寄り）を左手の中指と薬指でしっかりとはさむ。
- 紙幣の束の右上の部分を右手の親指と人差し指で、左上の部分（中央寄り）の部分を左手の親指で軽く保持する。
- 紙幣の束の右側の上部を右手の親指で下に引きながら薬指で一枚ずつ弾いて勘定する。

## 横勘定（横読み）
紙幣を扇形に開いて勘定する方法。
- 紙幣の束の左下の部分を左手の親指で固定する。
- 紙幣の束の右下の部分をあおりながら右手の親指で扇状に開く。
- 紙幣を数枚単位で繰りながら勘定する。

## 関連書籍
- 稲村圭『若手行員が見た銀行内部事情』アルファポリス文庫、2006年。ISBN 9784434084492。